# My Lady's Garter
Pour plus de détails, voir Fiche technique et Distribution.
My Lady's Garter est un film muet américain de Maurice Tourneur, sorti en 1920.

## Synopsis
La jarretière ornée de joyaux de la Comtesse de Salisbury est volée au British Museum. "Le Faucon", un célèbre escroc international, est suspecté et les hommes de Scotland Yard sont à sa recherche. La piste les mène à la propriété d'un magnat des chemins de fer, Brokaw Hamilton. Quelques jours plus tard, sa fille Helen est sauvée de la noyade par Bruce Calhoun, un mystérieux étranger vivant sur un yacht, et ils deviennent amis. La police croit que Calhoun est le Faucon, et Henry Van Derp, un prétendant d'Helen, alimente leurs soupçons.
Après une série de péripéties (un braquage de banque, l'explosion d'un yacht…), il apparaît que Van Derp est le Faucon, et Calhoun un agent des services secrets. Le mystère enfin résolu, Helen et Calhoun peuvent être heureux ensemble.

## Fiche technique
- Titre original : My Lady's Garter
- Réalisation : Maurice Tourneur
- Scénario : Lloyd Lonergan, d'après le roman My Lady's Garter de Jacques Futrelle
- Photographie : René Guissart
- Production : Maurice Tourneur
- Société de production : Maurice Tourneur Productions
- Société de distribution : Famous Players-Lasky Corporation
- Pays de production :  États-Unis
- Langue originale : anglais
- Format : noir et blanc — 35 mm — 1,37:1 — Muet
- Genre : Film policier
- Durée : 50 minutes
- Date de sortie :
  - États-Unis : 28 mars 1920

## Distribution
- Wyndham Standing : Bruce Calhoun
- Sylvia Breamer : Helen Hamilton
- Holmes Herbert : Henry Van Derp
- Warner Richmond : Meredith
- Paul Clerget : Dexter
- Warren Cook : Brokaw Hamilton
- Louise Derigney : Mme Hamilton
- Charles Craig : Keats Gaunt